# 尼克拉斯·黑韦利德
尼克拉斯·黑韦利德（瑞典語：Niclas Hävelid，1973年4月12日—），瑞典男子冰球运动员。他曾代表瑞典参加2006年冬季奥林匹克运动会冰球比赛，获得一枚金牌。他也曾获得1998年世界男子冰球锦标赛冠军。